# Hartaknut
Hartaknut, (engleski: Harthacnut, Harthacanute, Hardicanute, Hardecanute i Hörthaknútr, danski: Knud III Hardeknud) (oko 1018. – 8. lipnja 1042.), danski i engleski kralj. Ime mu znači "tvrdi čvor".
Od oca Knuta Velikog je godine 1035. naslijedio dansko prijestolje. Bio je u sukobu s polubratom Haroldom I. oko engleskog prijestolja. Dok se pripremao da iz Danske izvrši invaziju Engleske kako bi ga svrgnuo, Harold I. je 1040. godine umro pa je Hartaknut naslijedio englesku krunu.
Bio je strog i nepopularan vladar koji je, da bi financirao svoju vojsku, uveo visoke poreze. Bio je neoženjen i nije imao djece. Naslijedio ga je predstavnik anglosaske dinastije Eduard III. Ispovjednik.
Polubraća su mu bili Sven Knutsson i Harold I. Zečja Noga, a sestra mu je bila Gunhilda Danska. 